# 645

## Nașteri
- dată necunoscută: Pepin de Herstal  (d. 714)
- dată necunoscută: Perctarit al longobarzilor  (d. 688)
- dată necunoscută: Godepert al longobarzilor  (d. 662)

## Decese
- dată necunoscută: Al-Khansāʾ  (n. 575)
- 16 octombrie: Sfântul Gallus  (n. 550)